# Ptoliporthos
Ptoliporthos (altgriechisch Πτολίπορθος Ptolíporthos, deutsch ‚der Städtezerstörer‘) ist eine Person der griechischen Mythologie.
Er ist der Sohn des Telemachos und der Nausikaa, der seinen Namen von seinem Großvater Odysseus erhielt. Odysseus wurde dieser Name bei Homer oft als Beiname zugegeben, wobei er nicht als einziger den Beinamen Ptoliporthos trägt.
Der Sohn des Telemachos und der Nausikaa wird auch als Persepolis bezeichnet, möglicherweise liegt dabei aber eine Verwechslung mit Ptoliporthos vor.